# 年画

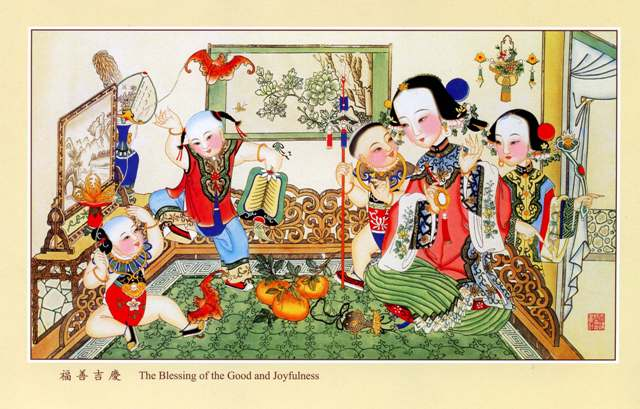
楊柳青の年画

年画（ねんが）とは、中国の民間絵画であり、春節に民家内部や門口に飾られる版画（手彩色だけのものもある）である。農民を中心とする民衆の世界で、来たるべき新しい年の幸福・豊作・金儲けなどを願って貼られる。一般にその色彩は鮮やかで、表現される内容は日常生活・労働・生産・教育・説話・伝説から芝居・花鳥もの、あるいは“反帝愛国”などの思想ものまで幅ひろく、社会生活のあらゆる面が反映されている。

## 年画の起源
年画の起源は門神（門を守る一対の神像の絵）にあり、その歴史は漢代にまでさかのぼる。とくに仏教が盛んになった唐の頃から貴賎を問わず吉祥を題材にした年画が盛んになりはじめた。王昭君・班昭・趙飛燕・緑珠（晋の伎女、石崇の妾）の4人を描いた金代の木版画「随朝窈窕呈傾国之芳容」が甘粛省から出土している。ただ、その庶民性が定着するのは、明代になってからである。

## 生産地
- 四川の綿竹
- 天津の楊柳青[2]
- 蘇州の桃花塢
- 山東の濰県（濰坊市）
- 河南の朱仙鎮（開封市祥符区）
- 山西の臨汾
- 陝西の鳳翔
- 河北の武強
- 広東の仏山

などがある。

## ギャラリー

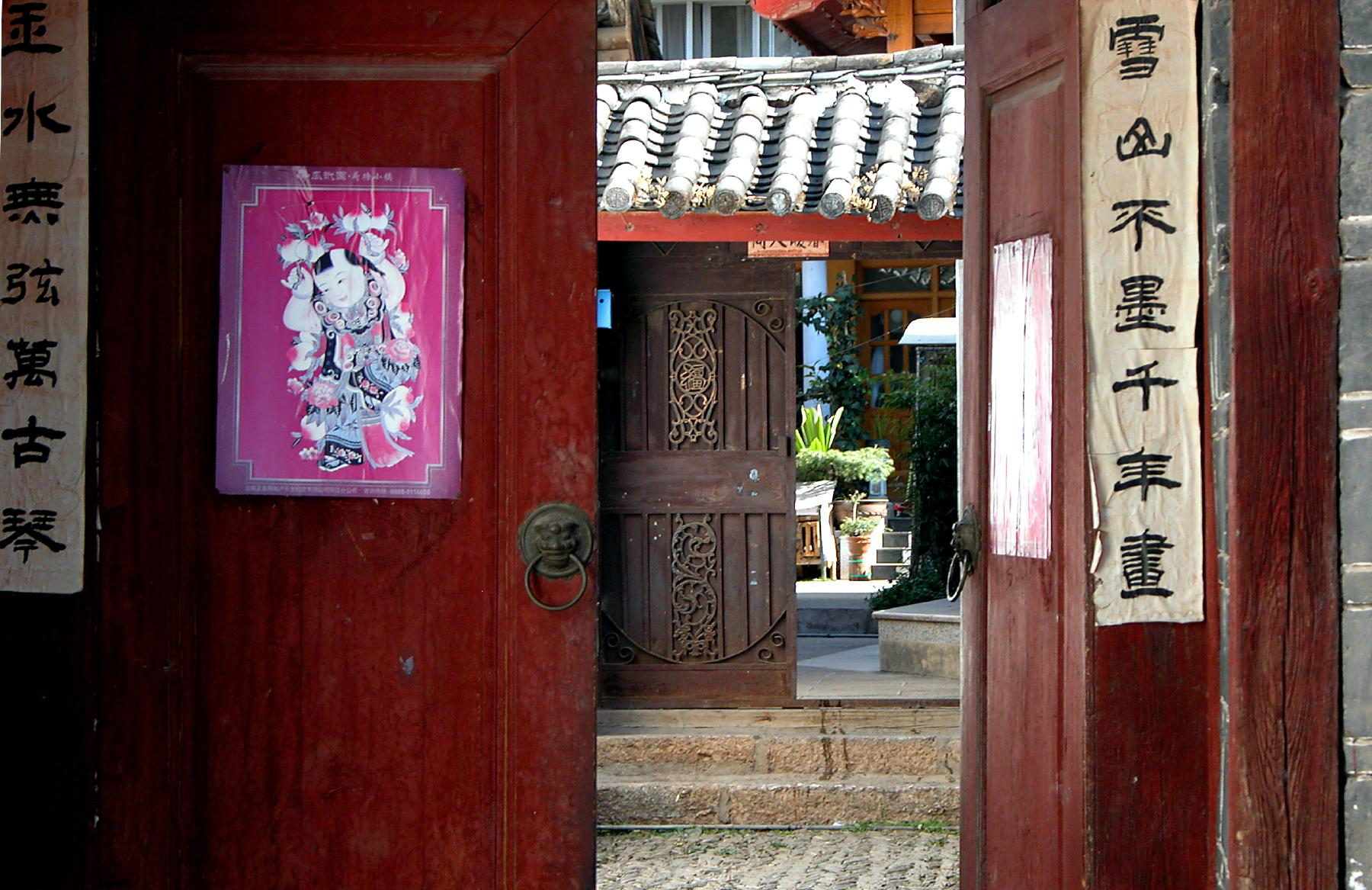
年画と春聯
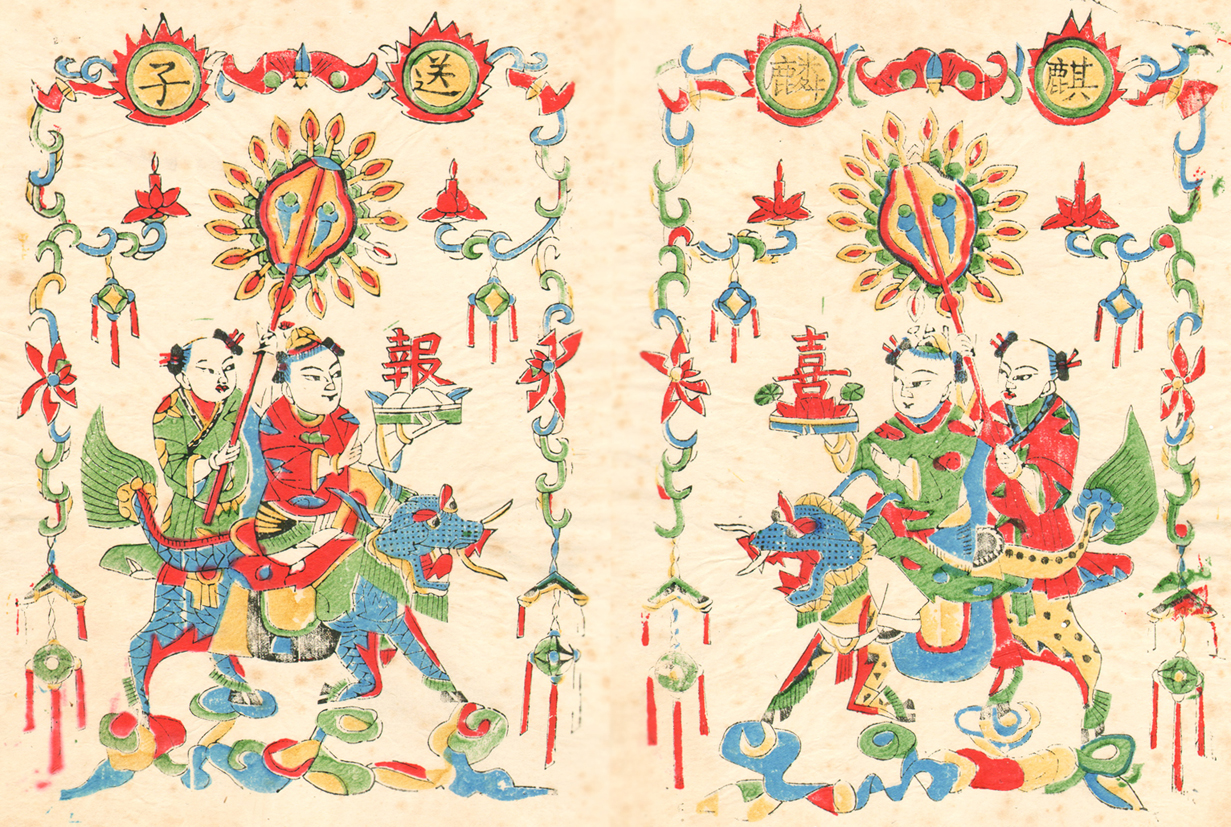
清代の年画
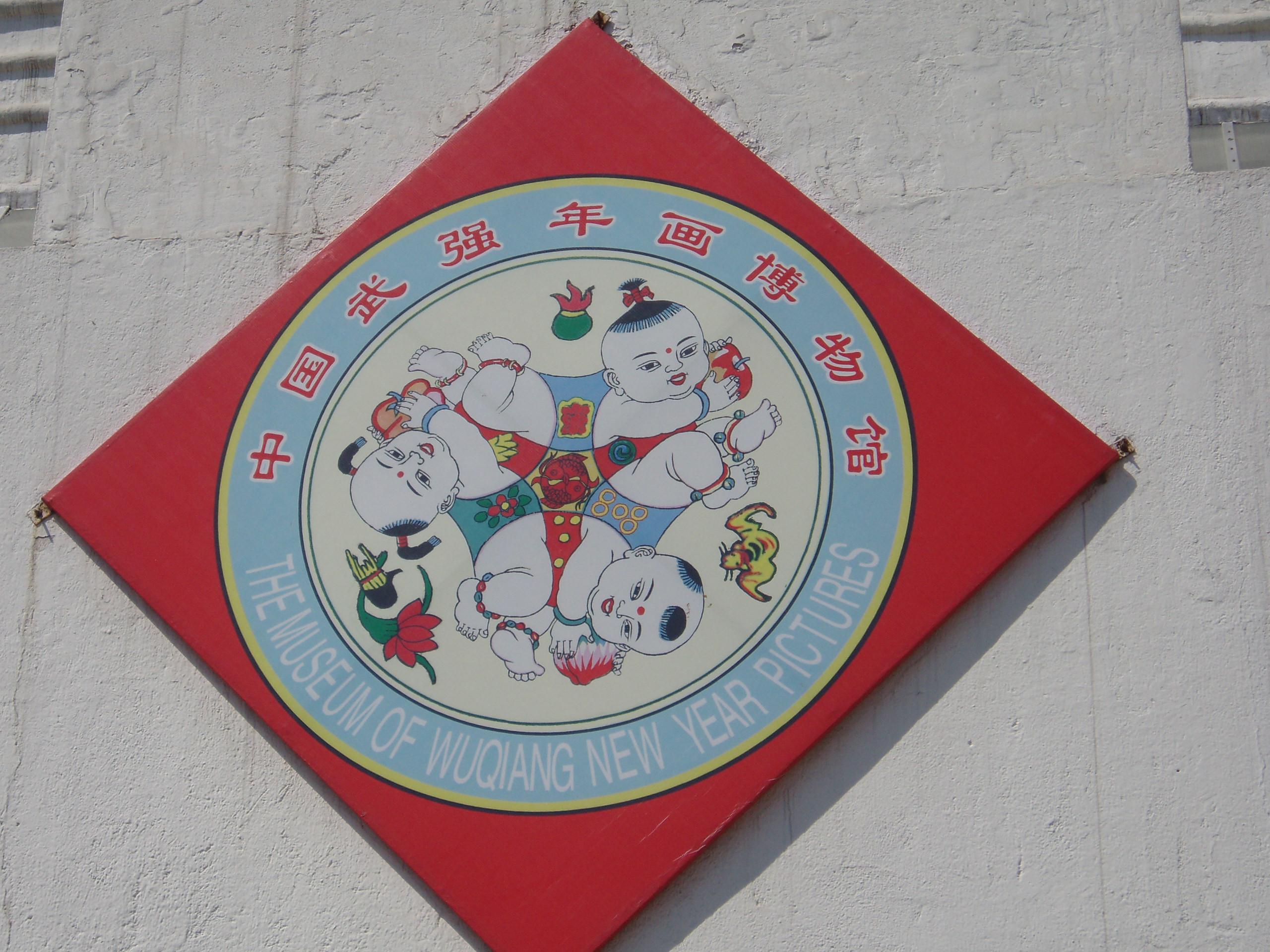
武強の年画博物館